# Polymorphida
Polymorphida, red parazitskih crva bodljikave glave iz razreda Palaeacanthocephala. Obuhvaća tri porodice s ukupno 269 vrsta.
- Centrorhynchidae (Spiny-headed worm) (89)
- Plagiorhynchidae (Spiny-headed worm) (53)
- Polymorphidae (Spiny-headed worm) (127)